# Italian Business
Italian Business è un film del 2017 diretto da Mario Chiavalin, ambientato in Veneto.
Il film è incentrato in tre episodi che parlano di crisi economica, di truffe e dei finanziamenti promossi dall'Unione europea.

## Produzione
Le riprese sono cominciate a settembre del 2016 a Montegrotto Terme e Torreglia, in Provincia di Padova. Successivamente la troupe si è spostata a Jesolo, in Provincia di Venezia, a Comacchio, in Provincia di Ferrara e poi a Padova.